# Новоспасский монастырь
Новоспа́сский монасты́рь  — исторически ставропигиальный мужской монастырь Русской православной церкви, расположенный в Москве за Таганкой, на Крутицком холме, у берега Москвы-реки. Известен своей тесной связью с родом Романовых. Архитектурный ансамбль сформировался в XVII—XVIII веках. Современный адрес: Крестьянская площадь, 10.

## История

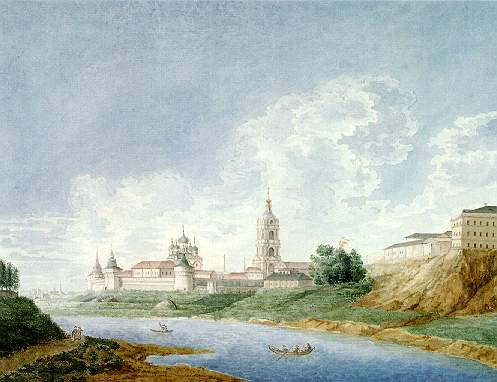
Вид на монастырь, 1810-е годы

Основан в 1490 году с именем Спаса Нового великим князем Иваном III, который перевёл за город братию кремлёвского монастыря Спаса на Бору. Последний возник около 1330 года при великом князе Иване Калите.
Первый каменный собор Спаса Преображения был построен в 1494 году.
В начале XVII века монастырь выдерживал осаду польских войск, около его стен русское ополчение в 1612 году готовилось к окончательному освобождению Москвы от польско-литовских захватчиков.
Монастырь стал пользоваться царской благосклонностью и начал приобретать современный облик после прихода к власти Романовых в 1613 году, поскольку в нём издавна находилась их родовая усыпальница. В 1620-х годах патриарх Филарет построил каменную колокольню с храмом во имя преподобного Саввы Освященного. В 1640 году по указу царя Михаила Федоровича деревянную крепостную стену начали менять на каменную. Протяженность новой каменной стены составляла около 650 м, а высота достигала 7,5 м при толщине до 2 м. В монастыре было трое ворот и 5 башен по углам. Вместо старого собора в 1645 году был заложен нынешний собор. Закончен он был уже при царе Алексее Михайловиче и освящён патриархом Иоасафом в присутствии царя в сентябре 1647 года.
В 1646—1649 годах архимандритом Новоспасского монастыря был будущий патриарх Никон. Вплоть до XVIII столетия монастырь был местом захоронения членов царствующей семьи Романовых. Благодаря царским подаркам и льготам монастырь к концу XVII столетия был одним из самых богатых. Царь Пётр I распорядился в 1689 году украсить монастырский собор росписью, а в 1717 году издал приказ об отливке нового колокола для собора весом в 1100 пудов.
При императрице Екатерине II монастырь в 1764 году лишился всех своих поместий и соответственно больших доходов; вскоре число насельников монастыря заметно сократилось.
В марте 1812 года настоятелем монастыря и одновременно председателем комитета духовной цензуры был назначен Амвросий Орнатский. Во время нашествия Наполеона в 1812 году монастырь сильно пострадал, в том числе от пожара. В начале 1813 года Синод возложил на отца Амвросия ответственную работу по «возобновлению московских монастырей, повреждённых французами». К 1820 году здания, пострадавшие во время войны 1812 года, были отремонтированы. Вдоль западной части крепостной стены построили новый двухэтажный корпус, где разместились кельи, кухня и прочее. Из остатков разбившегося при пожаре главного колокола Петра I отлили новый. В 1830—1840-х годах были обновлены храмы монастыря.
С 24 мая 1853 года по 17 августа 1859 года монастырём управлял архимандрит Ионафан. При нём был достроен и освящён Воскресенский храм.
В 1900 году при посещении обители императором Николаем II было решено основать храм в честь преподобного Романа Сладкопевца в Усыпальнице бояр Романовых. И уже в 1902 году было совершено освящение нового храма в присутствии Великого князя Сергея Александровича Романова. В год 300-летия дома Романовых император Николай II снова посещает Новоспасский монастырь.

### После революции

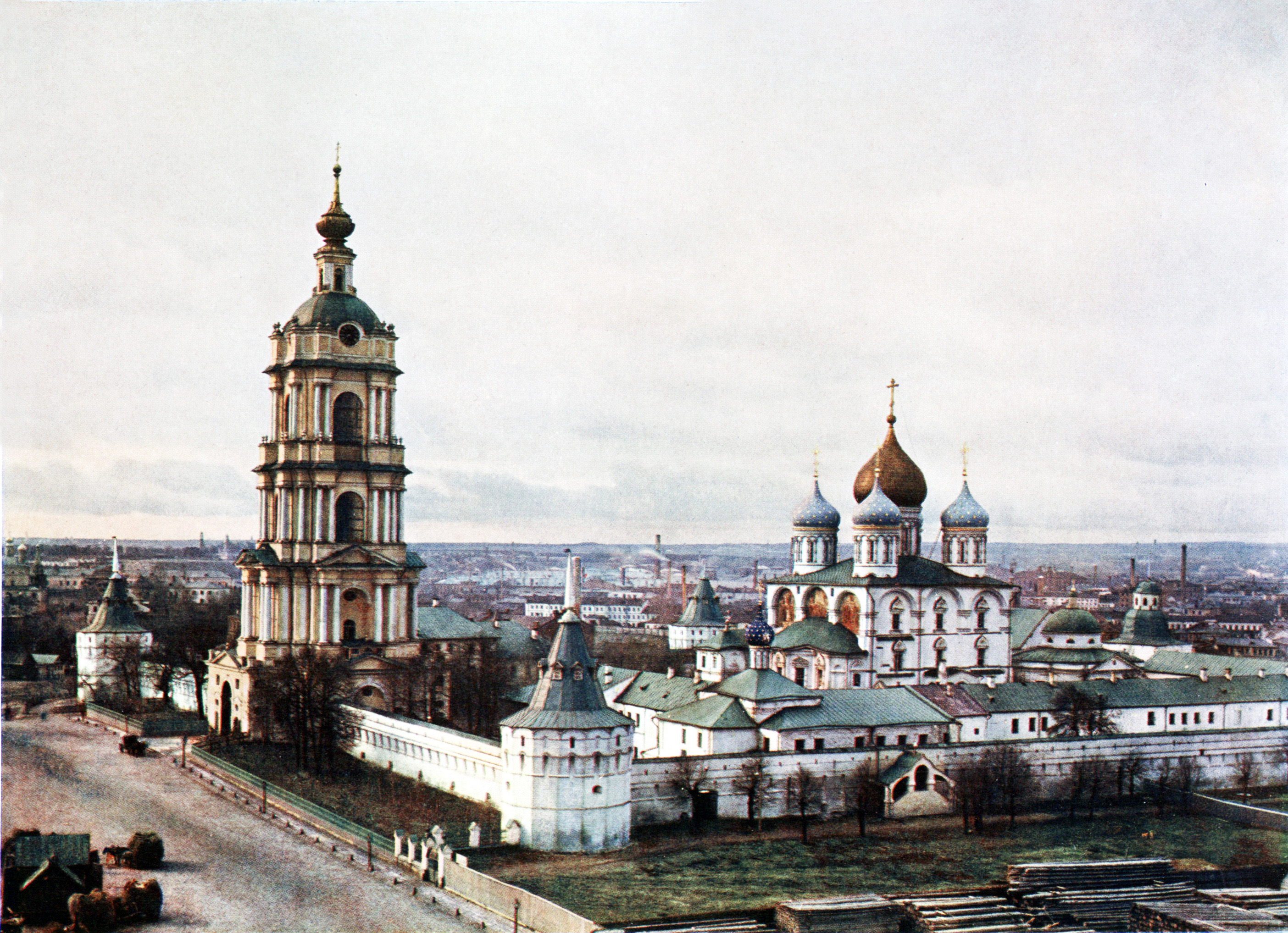
Из «Коллекции достопримечательностей Российской империи», 1911—1912 годы.

После падения монархии монастырь был закрыт в 1918 году, и в том же году на его территории был устроен концентрационный лагерь. Памятники монастыря, имевшие музейное значение, были приписаны к музею Симонова монастыря.
В 1920-х годах архитектор Сергей Родионов провёл реставрацию построек монастыря. В 1925 году территорию монастыря занимал Второй женский исправительный дом. Монастырское кладбище, занимавшее до 2/3 территории обители и где были похоронены видные деятели российского государства и церкви, снесено в 1927—1930 годах. Планировалось снести и сам монастырь. На его месте по проекту Аркадия Мордвинова предполагалось возведение комплекса жилых домов, который должен был занять весь квартал между Новоспасским переулком и Саринским проездом. Новые жилые дома, выдержанные в официозном стиле сталинской эклетики, были призваны сформировать облик одного из главных лучей Генплана 1935 года, Солянка — ЗИС, трассу которого планировали провести по Новоспасскому проезду.
С 1935 года территорией монастыря ведало хозяйственное управление НКВД. Вероятно, это спасло монастырь от полного разрушения. Из проекта Мордвинова в результате было реализовано лишь три жилых дома: № 3 корпус 1, 3 корпус 2 по Новоспасскому проезду; № 2 по Саринскому проезду. Все монастырские постройки были переоборудованы для хозяйственных нужд или под жильё. В соборном храме был размещен архив НКВД Московской области, в Никольском храме — склад конфискованной мебели и картофелехранилище.
В 1960 году началось выселение жильцов из монастыря. В 1968 году было принято решение организовать на базе монастыря «музей истории и современной практики реставрационного дела в СССР». Восстановительные работы затянулись на многие годы. В соборе планировалось открыть Музей истории реставрации. Реставрационный центр (ЦНРПМ) на территории монастыря существовал с 1985 до конца 1990 года, когда решено было вернуть обитель Московской патриархии.

### Современность

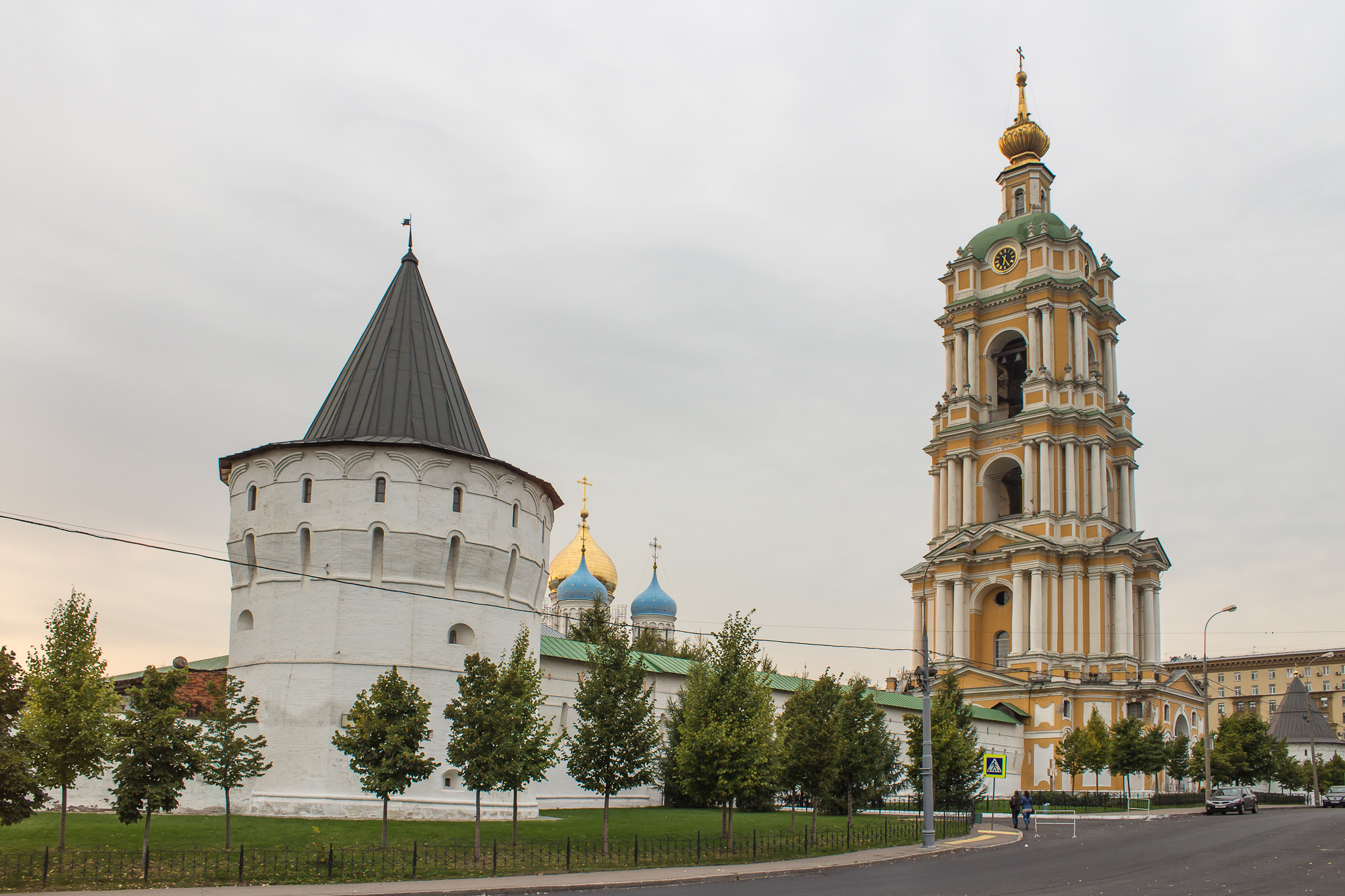
Новоспасский монастырь, 2012 год

Возрождение монашеской жизни началось в апреле 1991 года. В июле того же года создан мужской хор Новоспасского монастыря.
В 1995 году сюда был перенесён прах великого князя Сергея Александровича, убитого за 90 лет до этого эсером-террористом Иваном Каляевым. На территории монастыря воздвигнут памятный крест, воссозданный по сохранившемуся проекту Виктора Васнецова, — точная копия памятника-креста, существовавшего в Кремле на месте убийства князя до 1918 года (восстановлен в 2017 году).

В 2011 году был открыт музей истории обители, доступный для посещения. Основу музейной коллекции составили предметы, обнаруженные в ходе раскопок в монастыре, а также личные вещи Великого князя Сергея Александровича Романова. В 2012 году был открыт для всеобщего поклонения и посещения так называемый Итальянский дворик, где в 1920-х годах осуществлялись расстрелы. Работает воскресная школа Новоспасского монастыря, при обители действует певческая школа для мальчиков..

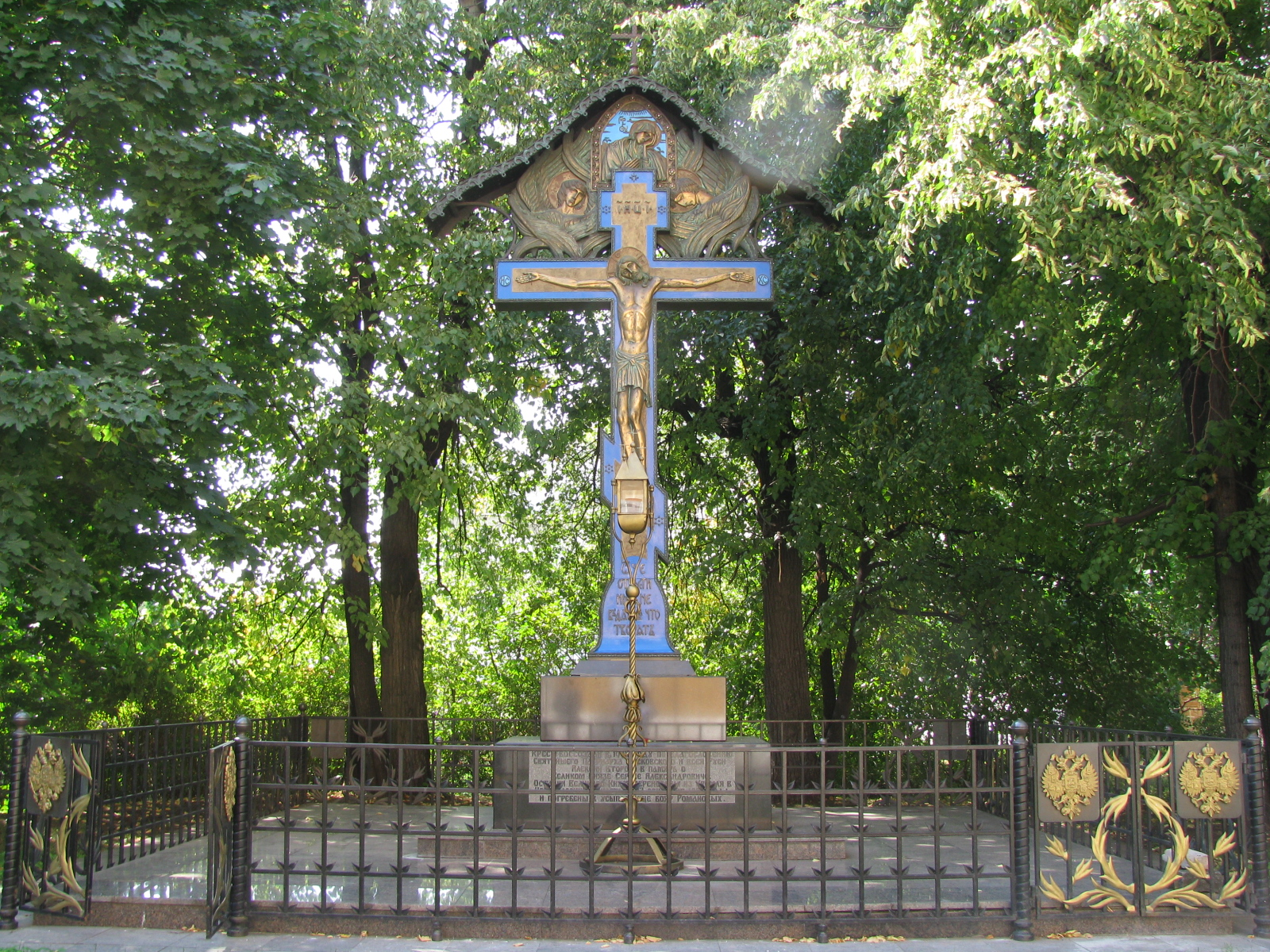
Восстановленный крест-памятник, выполненный по образцу креста, ранее стоявшего на месте убийства великого князя Сергея Александровича

В феврале 2014 года патриарх Кирилл освятил 16-тонный «Романовский» колокол, который был отлит взамен уничтоженного в XX веке исторического колокола.
5 февраля 2015 года в монастырь были принесены из Греции мощи святого великомученика Димитрия Солунского — нетленная десница. Принесение ковчега с мощами святого посвящено 70-летию победы над фашизмом: на Руси память святого Димитрия Солунского с древнейших времён связывалась с воинским подвигом, патриотизмом и защитой Отечества.

## Архитектурный ансамбль
Основные здания и сооружения Новоспасского монастыря:
| Илл. | Название                                                     | Годы        | Описание |
| ---- | ------------------------------------------------------------ | ----------- | --- |
|      | Стены и башни монастыря                                      | 1640—1642   | |
|      | Преображенский собор                                         | 1645—1649   | Огромный для своего времени шестистолпный собор; строился в 1645—1649 годах иждивением царя Михаила Феодоровича; для росписи из Костромы был приглашён Гурий Никитин. |
|      | Покровская церковь с трапезной                               | 1670-е годы | |
|      | Братские кельи с Никольской церковью                         | 1652        | |
|      | Настоятельские (Филаретовы) палаты рубежа XVII и XVIII веков |             | |
|      | Колокольня (Церковь прп. Сергия Радонежского)                | 1759—1785   | Архитектор: И.П. Жеребцов. Колокольня высотой 78 метров, одна из самых высоких в дореволюционной Москве, построена в 1759—1785 годах на месте древней звонницы, устроенной в 1622 году патриархом Филаретом. Во время сильнейшего урагана и грозы в 1957 году молния попала в верхнюю часть купола и наполовину разрушила его. В таком состоянии он простоял до реставрации 1980—1990-х годов. |
|      | Знаменская церковь                                           | 1791—1795   | Архитектор Е. С. Назаров |
|      | Церковь Романа Сладкопевца (усыпальница Романовых)           | 1903        | В усыпальнице бояр Романовых (в подклете Спасо-Преображенского собора), по проекту арх. С. У. Соловьева. Имеет отдельный вход, оформленный в древнерусском стиле. Ликвидирована после революции, воссоздана в 1995-2002. Исторический вход с восточной стороны закрыт, при восстановлении сделан новый, с южной стороны.                                                                       |
|      | Часовня над могилой инокини Досифеи                          | 1907-1911   | Инокиня Досифея (ум. 4 февраля 1810 года) - предполагаемая дочь Елизаветы и Разумовского (княжна Тараканова). Прах был перенесен в Усыпальницу Романовых. |
|      | Часовня в честь 300-летия Дома Романовых                     | 1913        | |

## Некрополь

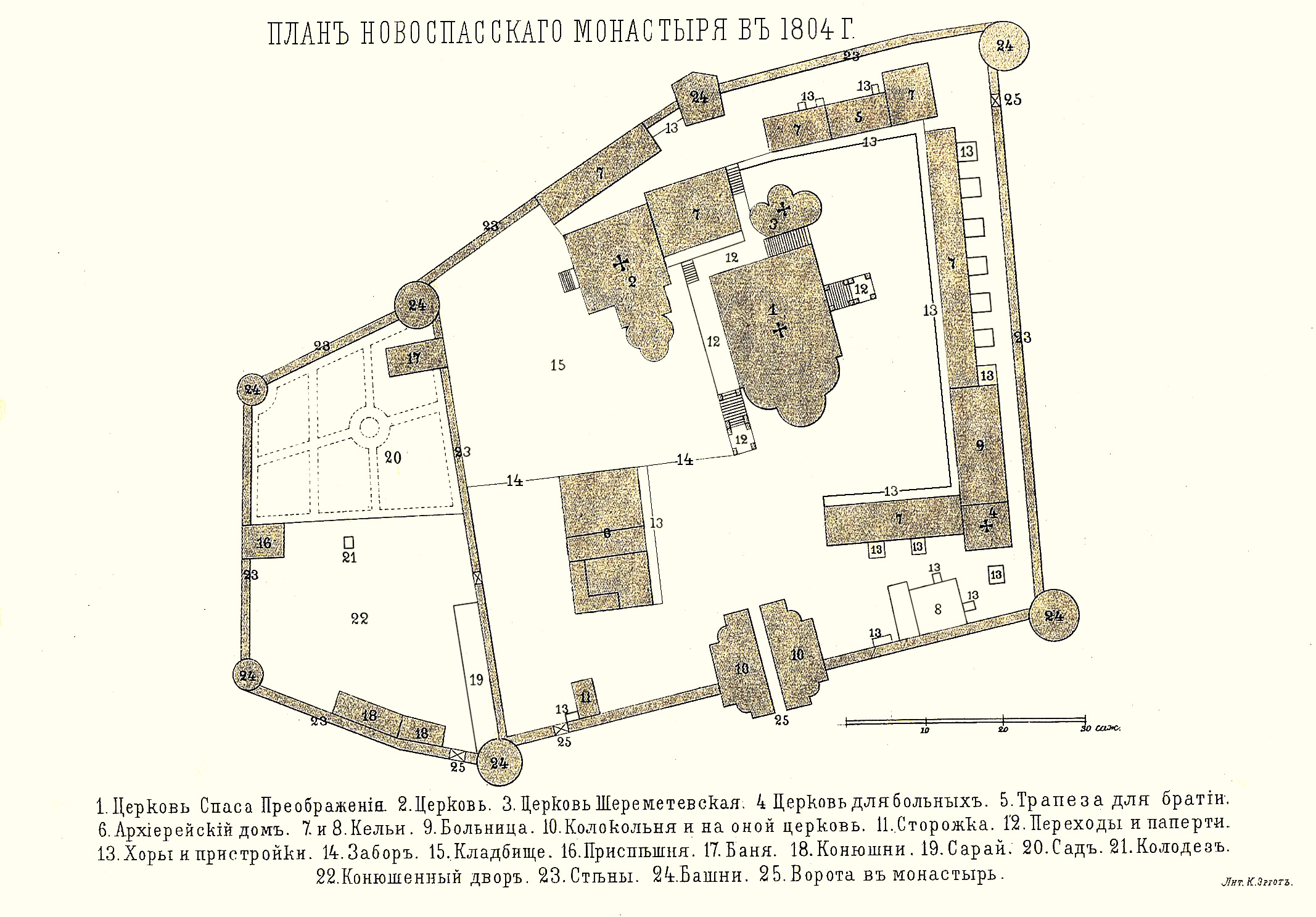
План Новоспасского монастыря. 1804 год.

См. также: Категория:Похороненные в Новоспасском монастыре
В подклете Спасо-Преображенского собора похоронены бояре Захарьины-Кошкины, предки царского дома Романовых, их родственники князья Ситцкие, а также Черкасские, Ярославские, Оболенские, Троекуровы, Трубецкие, Нарышкины и другие представители высшей знати допетровского времени. Шедевром мемориальной скульптуры считался памятник на могиле В. Д. Новосильцева, выполненный по проекту В. И. Демут-Малиновского.
Стоящая рядом Знаменская церковь — родовая усыпальница графов Шереметевых, князей Куракиных и Лобановых-Ростовских. В 1742 году в подклете ранее стоявшего на этом месте храма в присутствии императрицы Елизаветы был захоронен государственный канцлер А. М. Черкасский.
В пределах монастырских стен в XVIII—XIX веках сформировался некрополь с большим числом аристократических захоронений. Здесь были похоронены художник Ф. А. Рокотов, городской голова Н. А. Алексеев, историк П. П. Бекетов, театрал И. А. Гагарин, декабрист П. П. Титов.
Исторический интерес представляла могила иерея Петра Веньяминова, который не выдал сокровища монастыря солдатам наполеоновской армии и был убит французами. На его надгробии была выбита эпитафия: «Здесь скромно погребён служитель алтаря, герой, вкусивший смерть — за веру, за царя».
В 1810 году на территории Новоспасского монастыря была похоронена инокиня Досифея, предположительно бывшая княжна Тараканова (не ошибочно отождествлявшаяся впоследствии с ней неизвестная, умершая в Петропавловской крепости, а гипотетическая настоящая дочь императрицы Елизаветы Петровны и Алексея Разумовского).
В конце 1920-х годов, как и другие дворянские некрополи, кладбище Новоспасского монастыря было подвергнуто разгрому. Наиболее ценные с художественной точки зрения памятники были перевезены в Донской монастырь; некоторые из них позднее сдали в металлолом. Небольшое число сохранившихся надгробий сейчас выставлено на обозрение в монастырском дворе.

### Усыпальница Романовых
В подвальной части Спасо-Преображенского собора находится ряд могил, среди которых — погребения бояр Захарьиных-Романовых.
В 1497 или 1498 году здесь был погребён Василий Юрьевич Захарьин (сын боярина Юрия Захарьевича), а затем его брат Роман Юрьевич Захарьин (ум. 1543), от имени которого произошла фамилия Романовых. В конце XVI века здесь были похоронены Василий Юрьевич Захарьин (двоюродный брат Анастасии Романовой) и Никита Романович Юрьев-Захарьин (в монашестве Нифонт, отец патриарха Филарета). В 1607 году сюда были перенесены останки родных братьев патриарха Филарета, трое из которых скончались ранее в ссылках, пострадав во времена Бориса Годунова. Также здесь захоронена мать первого царя этого рода инокиня Марфа (ум. 1631).
В 1902 году усыпальница Романовых с церковью Святого Романа Сладкопевца была перестроена архитектором С. У. Соловьёвым.
После закрытия монастыря в 1918 году усыпальница была разорена, надгробия уничтожены, часть гробниц утрачена. Лишь некоторые останки были перенесены в подземную палату южной пристройки Архангельского собора. Усыпальница восстановлена в конце 1990-х годов; в ней воссоздан храм в честь преподобного Романа Сладкопевца, освящённый 10 марта 2002 года.

## Настоятели и наместники
- с марта 1991 г. по 22 марта 2011 г. — архиепископ Алексий (Фролов)
- с 22 марта 2011 г. по 14 июля 2018 г. — епископ Воскресенский Савва (Михеев)
- с 14 июля 2018 г. по 26 февраля 2019 г. — епископ Домодедовский Иоанн (Руденко)
- с 26 февраля 2019 г. по 11 октября 2023 г. — митрополит Воскресенский Дионисий (Порубай)
- с 11 октября 2023 г. — митрополит Воскресенский Григорий (Петров)

- Иоанн I (1330—1346)
- Пётр (1346—1353)
- Иоанн II (1353—1374)
- Михаил (1375—1377)
- Симеон (1382—1382)
- Сергий I (Азаков) (1389—1389)
- Игнатий (1389—1404)
- Феодосий (1404—1404)
- Матфей (1404—1404)
- Иларион (1406—1406)
- Савва (1410—1410)
- Трифон (1453—1462)
- Вассиан (Рыло) (1466—1468)
- Герман (1474—1474)
- Елисей (1483—1488)
- Афанасий I (1496—1515)
- Савва (1526—1530)
- Феодосий (1539—1542)
- Нифонт I (1543—1554)
- Никифор (1554—1558)
- Галактион (1558—1565)
- Афанасий II (1564—1564)
- Антоний I (1565—1568)
- Вассиан II (1569—1575)
- Иов (1575—1581)
- Иоаким (1581—1589)
- Сергий II (1589—1589)
- Сильвестр (1589—1598)
- Закхей (1598—1599)
- Сергий III (1599—1606)
- Евфимий I (1610—1613)
- Иосиф I (1613—1619)
- Нифонт II (1623—1623)
- Лаврентий I (1627—1629)
- Митрофан (1629—1629)
- Тихон I (1630—1631)
- Иосиф II (1631—1637)
- Лаврентий II (1638—1638)
- Иона (1639—1645)
- Никон (Минич или Минов) (1646—1649)
- Никон II (1649—1654)
- Питирим (1654—1655)
- Сергий IV (1656—1656)
- Иосиф III (1658—1663)
- Прохор (1663—1664)
- Иосиф IV (1664—1674)
- Нифонт III (1674—1697)
- Макарий I (1674—1681)
- Гавриил I (1681—1684)
- Игнатий (1684—1692)
- Тихон II (1692—1695)
- Трифиллий (1695—1697)
- Исаия (1697 — 23 июля 1699)
- Иларион I (1699—1701)
- Иларион (Властелинский) (1701—1702)
- Иоасаф II (1702—1710)
- Досифей (1710—1711)
- Моисей (1711—1714)
- Арсений (1715—1716)
- Сергий V (1716—1720)
- Иерофей (1721—1728)
- Евфимий II (1728—1730)
- Феофил (1730—1732)
- Иларион II (1733—1735)
- Никодим (Скребницкий) (февраль 1736—1738)
- Антоний (Илляшевич) (1739—1748)
- Гавриил (Кременецкий) (5 апреля 1748—1749)
- Мисаил (Чирский) (1749—1764)
- Кирилл I (1758—1758)
- Симон (1764—1769)
- Иоанн III (1770—1778)
- Иоасаф III (1779—1785)
- Павел (Пономарёв) (14 января 1786 — 1794)
- Мефодий (Смирнов) (14 февраля 1794—1795)
- Амвросий (Яковлев-Орлин) (1795—1796)
- Анастасий (Братановский-Романенко) (1796—1797)
- Иакинф (Карпинский) (1797—1798)
- Александр (1798—1799)[17]
- Варлаам (1799—1811)
- Сергий (Крылов-Платонов) (14 июня 1811—1812)
- Амвросий (Орнатский) (1812—1816)
- Филарет (Дроздов) (март 1816—1819)
- Кирилл (Богословский-Платонов) (1819—1824)
- Поликарп (1824—1834)
- Аполлос (Алексеевский) (19 февраля 1837 — март 1851)
- Агапит I (1851—1852)
- Агапит II (Введенский) (1852—1877)
- Порфирий (Успенский) (1878 — 19 апреля 1885) еп. б. Чигиринский
- Петр (Екатериновский) (9 августа 1885 — 27 мая 1889) еп. б. Томский
- Нестор (Метаниев) (1889—1894)
- Анатолий (Станкевич) (29 января 1894 — 20 декабря 1898) еп. б. Калужский
- Климент (Стояновский) (1898—1906)
- Борис (Шипулин) (1906—1909)
- Макарий (Гневушев) (1909—1914)
- Евфимий (Елиев) (1914—1918)
- Кирилл (Соколов) (конец 1917—1920)
- Палладий (Добронравов) (1919—1922)
- Павлин (Крошечкин) (1920—1921)
- Евгений (Кобранов) (1922—1922)
- Алексий (Фролов) (март 1991 — 22 марта 2011)
- Савва (Михеев) (22 марта 2011 — 14 июля 2018)
- Иоанн (Руденко) (14 июля 2018 — 26 февраля 2019)
- Дионисий (Порубай) (26 февраля 2019 — 11 октября 2023)
- Григорий (Петров) (с 11 октября 2023 года)

## В культуре
1 июня 2017 года Банк России выпустил в обращение памятную серебряную монету номиналом 25 рублей «Новоспасский монастырь, г. Москва» (масса драгоценного металла в чистоте — 155,5 г, проба сплава — 925, каталожный № 5115—0132) серии «Памятники архитектуры России». На монете расположены изображения: внизу — ансамбля Новоспасского монастыря в г. Москве, вверху — гравюры с панорамой монастыря.